# 중앙동 (부산)
중앙동(中央洞)은 대한민국 부산광역시 중구의 행정동이다. 법정동은 중앙동1가, 중앙동2가, 중앙동3가, 중앙동4가, 중앙동5가, 중앙동6가, 중앙동7가, 대창동1가로 구성되어 있다. 부산항연안터미널, 부산항국제여객터미널, 부산세관, 부산항만공사, 부산우체국, 농림수산검역본부 영남지역본부, 부산지방공정거래사무소, 부산출입국관리사무소 등 주요 공공 기관 및 시설이 밀집해 있다.

## 연혁
- 1914년 3월 1일 : 부군면 통폐합으로 부산부(釜山府) 북빈정(北濱町)이 됨.
- 1947년 10월 1일 : 종전 왜식 동명 수정으로 대교통이 대교로 등으로 변경.
- 1951년 9월 1일 : 중부출장소 중앙동
- 1957년 1월 1일 : 중구 중앙동
- 1977년 1월 1일 : 중앙동 일부가 남포동으로 편입됨.
- 1982년 : 대교로(大橋路) 1~3가가 중앙동 5~7가로 명칭 변경.
- 1982년 5월 2일 : 대교동3가 일부가 남포동으로 편입됨.

## 법정동
- 중앙동(中央洞)1~7가
- 대창동(大昌洞)1가

## 주요 시설

### 아파트
중앙동4가
- 서린건설 서린엘마르 센트로뷰 : 2021년 5월 입주예정.

### 편의
중앙동7가
- 롯데백화점 광복점